# Satı Burcu
Satı Burcu (ur. 12 października 1994) – turecka bokserka wagi piórkowej, wicemistrzyni Europy (2016) oraz dwukrotna mistrzyni Turcji w kategorii piórkowej oraz lekkiej.

## Kariera
Jako juniorka dochodziła dwukrotnie dochodziła do ćwierćfinałów najważniejszych mistrzostw. W 2010 roku były to mistrzostwa Europy a w 2011 mistrzostwa świata.
W 2015 odniosła pierwszy sukces w karierze seniorskiej, zostając mistrzynią Turcji w kategorii piórkowej. Rok później została wicemistrzynią Europy w kategorii piórkowej. Burcu wygrała wszystkie rundy w swoich zwycięskich pojedynkach. W finale została nieznacznie pokonana na punkty przez Bułgarkę Denitsę Elisejewę.
W 2018 roku była ćwierćfinalistką Turnieju im. Feliksa Stamma w Warszawie. W ćwierćfinale przegrała na punkty z Finką Mirą Potkonen. W tym samym roku Burcu doszła do 1/8 mistrzostw Europy.
W roku 2019 zmieniła kategorię wagową na lekką, zdobywając mistrzostwo Turcji oraz mistrzostwo krajów bałkańskich.